# 班庫拉縣
班庫拉縣是印度的一個縣，位於該國東北部，由西孟加拉邦負責管轄，面積6,882平方公里，每年平均降雨量1,400毫米，識字率為70.95%，2011年人口3,596,292，人口密度每平方公里523人。

## 外部連結
- （页面存档备份，存于） List of places in Bankura